# كلودو

لعبة كلودو النسخة العربية

كلودو (كلو في أمريكا الشمالية) هي لعبة نشرت في أصلا من قبل وادينجتونز في المملكة المتحدة عام 1949. أُشئت من قبل أنتوني إي. برات، موظف الوكيل ومهرج غير متفرغ من برمنكهام في إنجلترا. وهي الآن تنشر بواسطة شركة الألعاب الأمريكية هاسبرو، التي حصلت عليها من ناشرها في الولايات المتحدة باركر براذرز ووادينجتونز.
اللعبة تتمثل في قصر مقسم إلى عدة غرف ومجلس. اللاعبون يحاولون تمثيل دور ضيف في منزل السيد بلاك (السيد بودي في النسخة الشمال أمريكية) عُثر عليه مقتولا. يحاول اللاعبون إيجاد حل القتل، عن طريق إيجاد ثلاثة عناصر هي المشتبه به، والأسلحة، والغرفة.
تم إصدار العديد من الكتب والأفلام كجزء من الحملة التروجية للعبة.